# دوندرسیا
دوندرسیا (نام علمی: Dondersia) نام یک سرده از رده شیارشکمان است.